# Anthonia Amatti
Anthonia Amatti (pseudonimul Mioarei Nicolau, n. 2 februarie 1942, Hunedoara) este o poetă română.

## Studii
Liceul „G. Coșbuc” din Cluj-Napoca (1959); Facultatea de Filologie a Universității „Babeș-Bolyai” din Cluj (1964).

## Activitate profesională
Profesoară de limba franceză la liceele brăilene „Panait Cerna”, „Panait Istrati”, „Nicolae Bălcescu”, „C. Brâncuși” (1969- 1999) și la Școala „Avram Iancu”, Liceul „Körosi Csoma Sándor” din Covasna (1999-2007). Obține Premiul revistei Viața românească (1998). A colaborat la publicațiile: Monitorul de Brăila, Obiectiv. Vocea Brăilei, Astra (Brașov), Cuvântul nou (Sf. Gheorghe), Informația Harghitei, Viața liberă (Galați). Volume de poezie publicate: Treceri... (2001); Joc (2002); Al cincilea anotimp (2004): Triptic spiritual (2005); Hoinar pe portativ (2007); Pelerinaj printre file. Antologie poetică (2007); Contraste (2008); Lungul drum al vieții către viață (2009); Igluuri la tropice (2010). Membră a Uniunii Scriitorilor din România (din 2008). 